# Departamento Languiñeo
Das Departamento Languiñeo liegt im Westen der Provinz Chubut im Süden Argentiniens und ist eine der 15 Verwaltungseinheiten der Provinz. 
Es grenzt im Norden an das Departamento Cushamen, im Osten an die Departamentos Gastre und Paso de Indios und Süden an das Departamento Tehuelches und im Westen an Chile und das Departamento Futaleufú. 
Die Hauptstadt des Departamento Languiñeo ist Tecka.

## Bevölkerung

### Übersicht
Das Ergebnis der Volkszählung 2022 ist noch nicht bekannt. Bei der Volkszählung 2010 war das Geschlechterverhältnis mit 1.708 männlichen und 1.377 weiblichen Einwohnern sehr unausgeglichen mit einem deutlichen Männerüberhang.
Nach Altersgruppen verteilte sich die Einwohnerschaft auf 858 (27,8 %) Personen im Alter von 0 bis 14 Jahren, 1.936 (62,8 %) Personen im Alter von 20 bis 64 Jahren und 291 (9,4 %) Personen von 65 Jahren und mehr.

### Bevölkerungsentwicklung
Die Einwohnerzahl ist sehr gering, zwischen 1947 und 1970 geschrumpft und wächst seither kaum. Die Schätzungen des INDEC gehen von einer Bevölkerungszahl von 3.107 Einwohnern per 1. Juli 2022 aus.
| Jahr | 1947  | 1960  | 1970  | 1980  | 1991  | 2001  | 2010  | 2022    |
| Einwohner                                                                                                | 3.995 | 3.717 | 3.791 | 3.151 | 3.321 | 3.017 | 3.085 | k. Ang. |
| Bevölkerungsentwicklung des Departements seit 1947; Quelle: Ergebnisse der Volkszählungen in Argentinien |       |       |       |       |       |       |       |         |

## Städte und Gemeinden
Das Departamento Languiñeo ist in folgende Gemeinden aufgeteilt:
- Aldea Epulef
- Carrenleufú
- Colan Conhué
- Paso del Sapo
- Tecka
- Las Salinas
- El Pato Negro
- Piedra Parada
- Carrenleufu
- Pampa de Agnia
- El Molle